# Фолсом (Калифорния)
Фолсом (англ. Folsom) — город в округе Сакраменто в штате Калифорния в Соединённых Штатах Америки, известный в первую очередь своей тюрьмой.
Согласно данным переписи населения США 2020 года число жителей города 
составляло 80 454 человека, что, для такого небольшого населённого пункта, существенно больше (+ 11.4%), чем было во время предыдущей переписи проводившейся в 2010 году (72 203 человека).

## История
В доколумбову эпоху на этих землях проживали коренные американцы из народа нисенан. Золотая лихорадка 1849 года принесла индейцам насилие, болезни и другие беды, в результате чего многие из них были вынуждены покинуть этот район.
Сперва в Фолсоме проживало значительная китайская диаспора, но неустановленные поджигатели сожгли Чайнатаун Фолсома в марте 1886 года, изгнав китайцев из города.
20 апреля 1946 года сообщество было включено в реестр штата и Фолсом официально получил статус города.
В 1956 году стала давать электроэнергию Плотина Фолсом, которая была построена с использованием труда заключенных из Фолсомской тюрьмы.

## География
Согласно данным Бюро переписи населения США, общая площадь города составляет 34 квадратных мили (88 км2), из которых 31,9 квадратных мили (83 км2) — это суша, а 2,4 квадратных мили (6,2 км2 или 9,69%) занимает водная поверхность. Фолсом расположен в предгорьях Сьерра-Невады.
Карпентер-Хилл в Фолсоме имеет самую высокую точку в округе Сакраменто — 831 фут (253 метра).

## Климат
Климат Фолсома характеризуется долгим, жарким, сухим летом и прохладной, дождливой зимой.